# Kerem Jawne
Kerem Jawne (hebr.: כרם ביבנה) – wieś położona w samorządzie regionu Chewel Jawne, w Dystrykcie Centralnym, w Izraelu.
Leży w pobliżu miasta Jawne.

## Historia
Osada została założona w 1954.